# Jean-Joseph Dumons
Jean-Joseph Dumons est un peintre français né à Tulle le 26 mars 1687, et mort à Paris le 25 mars 1779.

## Biographie
Jean-Joseph Dumons est le fils de Pierre Dumons, maître imprimeur, et de Jeanne Druilloles. Il mont jeune à Paris pour étudier les beaux-arts. Il a été l'élève de François de Troy.
Louis Fagon, intendant des finances a entrepris de relever les manufactures de tapisserie. Il a fait nommer Jean-Baptiste Oudry directeur artistique de la Manufacture de Beauvais en 1734. Depuis le 18 mai 1665, Louis XIV avait donné les Règlements et statuts des marchands, maistres et ouvriers tapissiers de la ville d'Aubusson, faubourgs et hameaux d'icelle et bourg de la Cour, en la province de la Marche, accordez  en l'assemblée générale des habitants d'icelle, le 18e jour de may 1665, pour le rétablissement des tapisseries. Les lettres patentes de juillet 1665 indiquent que la fabrique de tapisserie d'Aubusson est une Manufacture royale de tapisserie. Le roi doit entretenir à ses frais un peintre et un maître teinturier. Les tapissiers d'Aubusson se plaignent de la pénurie de modèles en 1730. Un arrêt du Conseil d'État du 12 décembre 1730 a ordonné l'observation des statuts de 1665. Louis Fagon avait remarqué la qualité des compositions des tableaux exposés par Jean-Joseph Dumons, son habileté à peindre des paysages, des plantes, des animaux et des ornements réalisables dans des tapisseries. Le 20 mars 1731, sur proposition de Louis Fagon, le Conseil d'État le nomme à la Tapisserie d'Aubusson « pour y former des dessinateurs, y corriger les anciens dessins, et enseigner aux ouvriers les secrets de la composition et du coloris ».
Entre 1731 et 1755, Jean-Joseph Dumons a peint vingt cartons de tentures pour la manufacture d'Aubusson et deux pour la manufacture de Felletin. Il était payé 1 800 livres par an pour fournir six tableaux par an « pour servir de patron à une tenture de dix-huit à vingt aunes de cours, composée de fabriques, arbres, fleurs et animaux, de faire tous les deux ans un séjour de trois mois à Aubusson et y retoucher dessins qui sont dans les manufactures de ladite ville ». Vers 1753, il réalise à la demande du marchand-fabricant d'Aubusson Jean-François Picon, les cartons pour une suite de tapisseries sur un motif chinois inspirée de celle réalisée par Oudry pour la Manufacture de Beauvais. En 1755, il quitte Aubusson. En 1756, il est nommé peintre à la Manufacture de Beauvais.

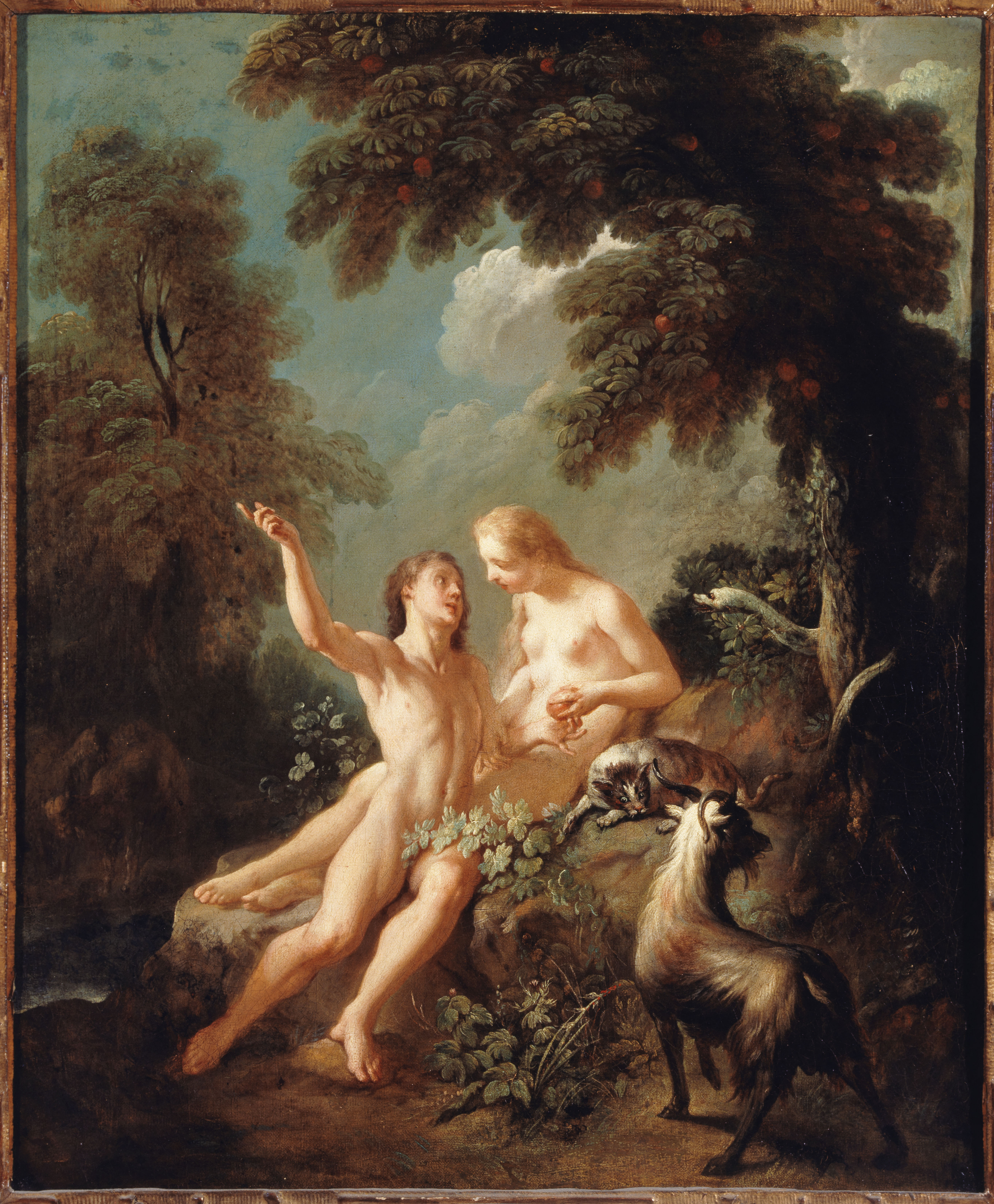
Adam et Ève au Paradis
Jean-Joseph Dumons
Musée des beaux-arts de la ville de Paris

En 1733, Jean-Joseph Dumons est agréé par l'Académie royale de peinture et de sculpture. Il y est reçu comme peintre d'histoire le 29 octobre 1735 avec comme morceau de réception Adam et Ève,. Il est expose des tableaux sacrés et profanes dans les Salons du Louvre entre 1737 et 1753.